# Rosoideae
Subfamilia Rosoideae cuprinde mai multe genuri dintre care amintim genul Rosa și Rubus.

## Caracteristicile subfamiliei
- Tipul de specii
  - Arbuști
  - Ierboase
- Floarea
  - Receptaculul are un rol important în clasificare. In funcție de tipul receptaculului se stabilește tipul florii
    - convex pentru florile hipogine
    - urceolat la florile epigine
- Gineceul 
  - poate fi format din mai multe carpele libere
  - Poate fi redus la o singură carpelă.
- Fructul 
  - Polinuculă
  - Polidrupă
- Formula florală

K5;5+5C5A∞G∞
O caracteristică a acestei subfamilii este heterogenitatea ei, fiind cea mai heterogenă dintre rozacee.